# Theridion meneghettii
Theridion meneghettii là một loài nhện trong họ Theridiidae.
Loài này thuộc chi Theridion. Theridion meneghettii được Lodovico di Caporiacco miêu tả năm 1949.